# Municipio de Sherman (condado de Kossuth)
El municipio de Sherman (en inglés: Sherman Township) es un municipio ubicado en el condado de Kossuth en el estado estadounidense de Iowa. En el año 2010 tenía una población de 175 habitantes y una densidad poblacional de 1,89 personas por km².

## Geografía
El municipio de Sherman se encuentra ubicado en las coordenadas 42°57′6″N 94°8′55″O / 42.95167, -94.14861. Según la Oficina del Censo de los Estados Unidos, el municipio tiene una superficie total de 92.47 km², de la cual 92,47 km² corresponden a tierra firme y (0 %) 0 km² es agua.

## Demografía
Según el censo de 2010, había 175 personas residiendo en el municipio de Sherman. La densidad de población era de 1,89 hab./km². De los 175 habitantes, el municipio de Sherman estaba compuesto por el 99,43 % blancos, el 0,57 % eran de otras razas. Del total de la población el 0,57 % eran hispanos o latinos de cualquier raza.